# Fokker F.XIV
Il Fokker F.XIV fu un aereo da trasporto di linea monomotore, poi trimotore, monoplano ad ala alta, sviluppato dall'azienda aeronautica olandese Fokker nei tardi anni venti del XX secolo e rimasto allo stadio di prototipo.
Ennesimo sviluppo del precedente F.VII/3m, venne testato dalla compagnia aerea di bandiera olandese, la KLM, tuttavia le conseguenze della grande depressione sconsigliarono l'acquisto di velivoli solamente adibiti al trasporto di merci ed il modello non venne mai avviato alla produzione in serie.

## Varianti
F.XIV
prototipo, variante monomotore equipaggiata con un motore radiale Gnome-Rhône 9A Jupiter.
F.XIV/3m
rimotorizzazione dell'F.XIV, equipaggiato con tre motori radiali Lorraine 9Na Algol

## Utilizzatori
Paesi Bassi
- KLM

### Pubblicazioni
- (EN) B. Van Der Klaauw, Forty Years of Fokker Airliners - From F.II to F.27 Friendship, in Flight, 30 dicembre 1960.